# Michel de Grammont
Michel de Grammont (Parigi, 1645 circa – aprile 1686) è stato un pirata francese.
La sua attività nella pirateria si svolse tra il 1670 e il 1686, e durante questo periodo comandò la nave battezzata Hardi.

## La carriera di pirata
Nato in una famiglia nobiliare, de Grammont cadde in disgrazia dopo aver ucciso in duello un pretendente della sorella. Obbligato ad abbandonare la Francia, si trasferì sull'isola di Hispaniola, dove gli venne affidato il comando di un'imbarcazione francese e cominciò a servire come corsaro. Il primo successo in queste nuove vesti fu la cattura di un convoglio navale olandese con un ricco bottino (stimato, ad oggi, intorno ai 4 milioni di dollari americani), ma nel viaggio successivo affondò con la sua nave dopo aver urtato uno scoglio. Grammont si spostò poi a Tortuga dove acquistò una nuova nave che usò per attaccare i mercantili spagnoli.
Quando nel 1678 scoppiò una guerra tra Francia e Repubblica delle Sette Province Unite, de Grammont s'imbarcò sulla flotta capitanata da Jean II d'Estrées, che finì però affondata presso l'arcipelago di Las Aves mentre cercava di raggiungere l'isola di Curaçao. Nel giugno dello stesso anno, de Grammont venne messo al comando delle sei navi e quasi 700 uomini sopravvissuti al disastro di Las Aves, e fece vela verso il Venezuela, all'epoca controllato dalla Spagna, dove conquistò Maracaibo e Gibraltar. Restò con i suoi uomini in Venezuela per quasi sei mesi, saccheggiando anche Trujillo nel'entroterra e conquistando il porto di La Guaira in un audace attacco notturno. Da qui verrà poi cacciato in seguito all'arrivo dei rinforzi spagnoli.
Nel giugno del 1680, de Grammont si alleò con Thomas Paine e un altro capitano di nome Wright presso l'isola La Blanquilla: con i nuovi compagni e 50 uomini riuscì a razziare la città di Cumaná, sebbene fosse difesa da 2.000 soldati spagnoli e da 17 vascelli con 328 cannoni. Durante gli scontri però de Grammont rimase ferito da un colpo di spada e si rifugiò a Las Aves per curarsi.
Guarito, prese il comando di otto navi e, nel 1682, si unì a Nicholas van Hoorn per assaltare i mercantili spagnoli. In questo periodo saccheggiarono alcune navi che, a loro insaputa, erano di proprietà del pirata olandese Laurens de Graaf. In seguito de Grammont e van Hoorn incontrarono de Graaf sull'isola di Bonaco e gli chiesero di unirsi a loro. De Graaf dopo qualche tentennamento accettò e tutti e tre insieme, nel maggio del 1683, saccheggiarono Veracruz in Messico e catturarono 4.000 prigionieri per chiedere il riscatto. In seguito, de Grammont effettuò diversi raid contro gli insediamenti spagnoli in Florida.
Nel luglio del 1685, de Grammont e de Graaf assaltarono la città messicana di Campeche, ma dopo due mesi di saccheggi poco fruttuosi de Grammont chiese al governatore locale un riscatto per lasciare quel luogo, ricevendo un rifiuto come risposta. De Grammont ordinò allora di cominciare a giustiziare alcuni prigionieri come rappresaglia. De Graaf però sospese le esecuzioni e de Grammont decise di sciogliere quell'alleanza.
De Grammont fu visto per l'ultima volta nell'aprile del 1686 nel Mar dei Caraibi, mentre navigava verso nordest dopo aver lasciato St. Augustine. È ancora ignoto cosa gli accadde in seguito, ma la sua nave risultò dispersa a causa di una tempesta.